# Luigi Cellucci
Luigi Cellucci (San Donato Val di Comino, 21 marzo 1876 – Roma, 1962) è stato un filologo e storico dell'arte italiano.

## Biografia e studi
Compiuti gli studi medi e liceali a Montecassino e Maddaloni, si iscrisse all'Università di Napoli; dopo un anno si trasferì nell'Università di Pisa, dove nel 1898 si laureò in Lettere alla scuola di Alessandro D'Ancona. Partecipò alla prima guerra mondiale come ufficiale. Fu insegnante di lettere in vari licei, e preside del Liceo Tulliano di Arpino e del Liceo-ginnasio di Alatri. Qui ebbe come allievo il poeta Libero de Libero.
Nel 1936, anche a causa della sua avversione al regime fascista, si ritirò in pensione e si trasferì a Roma, dedicandosi ai suoi studi e collaborando a varie riviste, tra cui L' Arte, Archivum Romanicum e Cultura Neolatina.

## Opere principali
- Un poligrafo del Settecento: l'abate Giambattista Roberti. Napoli: Stabil. tipogr. N. Jovene e C., 1908
- L'aspirazione alla vita nella moderna letteratura: conferenza detta da Luigi Cellucci in Barletta il 16 maggio 1908 per cura del Comitato locale della Dante Alighieri. Trani: ditta tip. editrice Vecchi e C., 1908
- Le pitture benedettine di Santa Maria delle Grotte presso le sorgenti del Volturno. Roma: Tip. Unione Ed., 191.
- Le leggende francescane del secolo XIII nel loro aspetto artistico. Milano: Società editrice Dante Alighieri, 1929. 2ª ed. Modena: Società tipografica editrice modenese, c1957, stampa 1958